# Teorema de la inversión de Fourier
En matemáticas, el teorema de la inversión de Fourier dice que para muchos tipos de funciones es posible recuperar una función a partir de su transformada de Fourier. Intuitivamente, puede verse como la afirmación de que si se conoce toda la información relativa a la frecuencia y la fase de una onda, entonces se puede reconstruir con precisión la onda original.
El teorema dice que si se tiene una función {\displaystyle f:\mathbb {R} \rightarrow \mathbb {C} } que satisface ciertas condiciones, y se usa la convención de la transformada de Fourier según la que
{\displaystyle ({\mathcal {F}}f)(\xi ):=\int _{\mathbb {R} }e^{-2\pi iy\cdot \xi }\,f(y)\,dy,}
entonces
{\displaystyle f(x)=\int _{\mathbb {R} }e^{2\pi ix\cdot \xi }\,({\mathcal {F}}f)(\xi )\,d\xi .}
En otras palabras, el teorema dice que
{\displaystyle f(x)=\int _{\mathbb {R} }\int _{\mathbb {R} }e^{2\pi i(x-y)\cdot \xi }\,f(y)\,dy\,d\xi .}
Esta última ecuación se denomina teorema integral de Fourier.
Otra forma de establecer el teorema es observar que si {\displaystyle R} es el operador de volcado, es decir, {\displaystyle (Rf)(x):=f(-x)}, entonces
{\displaystyle {\mathcal {F}}^{-1}={\mathcal {F}}R=R{\mathcal {F}}.}
El teorema se cumple si tanto {\displaystyle f} como su transformada de Fourier son absolutamente integrables (en el sentido de la integral de Lebesgue) y {\displaystyle f} es continua en el punto {\displaystyle x}. Sin embargo, incluso en condiciones más generales, se dispone de versiones del teorema de la inversión de Fourier. En estos casos, las integrales anteriores pueden no tener sentido, o el teorema puede ser válido para casi todos los {\displaystyle x} en lugar de para todo {\displaystyle x}.

## Condiciones
En esta sección se supone que {\displaystyle f} es una función continua integrable. Se usa la convención para la transformada de Fourier por la que
{\displaystyle ({\mathcal {F}}f)(\xi ):=\int _{\mathbb {R} ^{n}}e^{-2\pi iy\cdot \xi }\,f(y)\,dy.}
Además, se supone que la transformada de Fourier también es integrable.

### Transformada de Fourier inversa como integral
La afirmación más común del teorema de inversión de Fourier es establecer la transformación inversa como una integral. Para cualquier función integrable {\displaystyle g} y todo el conjunto de {\displaystyle x\in \mathbb {R} ^{n}}
{\displaystyle {\mathcal {F}}^{-1}g(x):=\int _{\mathbb {R} ^{n}}e^{2\pi ix\cdot \xi }\,g(\xi )\,d\xi .}
Entonces, para todos los x∈ℝn se tiene que
{\displaystyle {\mathcal {F}}^{-1}({\mathcal {F}}g)(x)=g(x).}

### Teorema integral de Fourier
El teorema se puede replantear como
{\displaystyle f(x)=\int _{\mathbb {R} ^{n}}\int _{\mathbb {R} ^{n}}e^{2\pi i(x-y)\cdot \xi }\,f(y)\,dy\,d\xi .}
Si f tiene un valor real, al tomar la parte real de cada lado de la expresión anterior, se obtiene
{\displaystyle f(x)=\int _{\mathbb {R} ^{n}}\int _{\mathbb {R} ^{n}}\cos(2\pi (x-y)\cdot \xi )\,f(y)\,dy\,d\xi .}

### Transformada inversa en términos del operador de volcado
Para cualquier función {\displaystyle g} se define el operador de volcado {\displaystyle R} por
{\displaystyle Rg(x):=g(-x).}
Entonces, en su lugar, se puede definir
{\displaystyle {\mathcal {F}}^{-1}f:=R{\mathcal {F}}f={\mathcal {F}}Rf.}
Es inmediato a partir de la definición de la transformada de Fourier y del operador de volcado que tanto {\displaystyle R{\mathcal {F}}f} como {\displaystyle {\mathcal {F}}Rf} coinciden con la definición integral de {\displaystyle {\mathcal {F}}^{-1}f}, y en particular son iguales entre sí y satisfacen {\displaystyle {\mathcal {F}}^{-1}({\mathcal {F}}f)(x)=f(x)}.
Teéngase en cuenta también que a partir de {\displaystyle Rf=R{\mathcal {F}}^{-1}{\mathcal {F}}f=RR{\mathcal {FF}}f} se tiene que {\displaystyle R={\mathcal {F}}^{2}} y
{\displaystyle {\mathcal {F}}^{-1}={\mathcal {F}}^{3}.}

### Inverso de dos lados
La forma del teorema de inversión de Fourier indicado anteriormente, como es común, adopta la forma
{\displaystyle {\mathcal {F}}^{-1}({\mathcal {F}}f)(x)=f(x).}
En otras palabras, {\displaystyle {\mathcal {F}}^{-1}} es un inverso hacia la izquierda para la transformada de Fourier. Sin embargo, también es un inverso hacia la derecha para la transformada de Fourier, es decir
{\displaystyle {\mathcal {F}}({\mathcal {F}}^{-1}f)(\xi )=f(\xi ).}
Como {\displaystyle {\mathcal {F}}^{-1}} es muy similar a {\displaystyle {\mathcal {F}}}, esto se deduce muy fácilmente del teorema de la inversión de Fourier (variables intercambiables {\displaystyle \zeta :=-\zeta }):
{\displaystyle {\begin{aligned}f&={\mathcal {F}}^{-1}({\mathcal {F}}f)(x)\\&=\int _{\mathbb {R} ^{n}}\int _{\mathbb {R} ^{n}}e^{2\pi ix\cdot \xi }\,e^{-2\pi iy\cdot \xi }\,f(y)\,dy\,d\xi \\&=\int _{\mathbb {R} ^{n}}\int _{\mathbb {R} ^{n}}e^{-2\pi ix\cdot \zeta }\,e^{2\pi iy\cdot \zeta }\,f(y)\,dy\,d\zeta \\&={\mathcal {F}}({\mathcal {F}}^{-1}f)(x).\end{aligned}}}
Alternativamente, esto puede verse a partir de la relación entre {\displaystyle {\mathcal {F}}^{-1}f} y el operador de volteo y la propiedad asociativa de la función compuesta, ya que
{\displaystyle f={\mathcal {F}}^{-1}({\mathcal {F}}f)={\mathcal {F}}R{\mathcal {F}}f={\mathcal {F}}({\mathcal {F}}^{-1}f).}

## Condiciones sobre la función
Cuando se usa en física e ingeniería, el teorema de inversión de Fourier a menudo se usa bajo el supuesto de que todo "se comporta bien". En matemáticas, tales argumentos heurísticos no están permitidos, y el teorema de la inversión de Fourier incluye una especificación explícita de qué clase de funciones se permiten. Sin embargo, no hay una "mejor" clase de funciones para considerar, por lo que existen varias variantes del teorema de la inversión de Fourier, aunque con conclusiones compatibles.

### Funciones de Schwartz
El teorema de inversión de Fourier se aplica a todos los espacios de Schwartz (en términos generales, funciones suaves que decaen rápidamente y cuyas derivadas decaen rápidamente). Esta condición tiene el beneficio de que es una afirmación directa elemental sobre la función (en oposición a imponer una condición en su transformada de Fourier), y la integral que define la transformada de Fourier y su inversa son absolutamente integrables. Esta versión del teorema se usa en la demostración del teorema de la inversión de Fourier para distribuciones temperadas (véase más abajo).

### Funciones integrables con transformada de Fourier transformable
El teorema de la inversión de Fourier se cumple para todas las funciones continuas que son absolutamente integrables (es decir, {\displaystyle L^{1}(\mathbb {R} ^{n})}) con transformada de Fourier absolutamente integrable. Esto incluye todas las funciones de Schwartz, por lo que es una forma estrictamente más fuerte del teorema que la anterior. Esta condición es la utilizada en la sección correspondiente.
Una ligera variante es abandonar la condición de que la función {\displaystyle f} sea continua, pero aun así se requiere que la propia función y su transformada de Fourier sean absolutamente integrables. Luego {\displaystyle f=g} casi en todas partes donde g es una función continua y {\displaystyle {\mathcal {F}}^{-1}({\mathcal {F}}f)(x)=g(x)} para cada {\displaystyle x\in \mathbb {R} ^{n}}.

### Funciones integrables en una dimensión
Uniforme por partes; una dimensión
Si la función es absolutamente integrable en una dimensión (es decir, {\displaystyle f\in L^{1}(\mathbb {R} )}) y es continua por partes, se cumple una versión del teorema de la inversión de Fourier. En este caso se define
{\displaystyle {\mathcal {F}}^{-1}g(x):=\lim _{R\to \infty }\int _{-R}^{R}e^{2\pi ix\xi }\,g(\xi )\,d\xi .}
Entonces para todos los {\displaystyle x\in \mathbb {R} }
{\displaystyle {\mathcal {F}}^{-1}({\mathcal {F}}f)(x)={\frac {1}{2}}(f(x_{-})+f(x_{+})),}
es decir, {\displaystyle {\mathcal {F}}^{-1}({\mathcal {F}}f)(x)} es igual al promedio de los límites izquierdo y derecho de {\displaystyle f} en {\displaystyle x}. Téngase en cuenta que en los puntos donde {\displaystyle f} es continua, esto simplemente equivale a {\displaystyle f(x)}.
Un análogo en dimensiones más altas de esta forma del teorema también se cumple, pero según Folland (1992) es "bastante delicado y no especialmente útil".
Continua por partes; una dimensión
Si la función es absolutamente integrable en una dimensión (es decir, {\displaystyle f\in L^{1}(\mathbb {R} )}) pero simplemente es continua por partes, todavía se mantiene una versión del teorema de la inversión de Fourier. En este caso, la integral en la transformada de Fourier inversa se define con la ayuda de una función de corte suave en lugar de una aguda. Específicamente, se define
{\displaystyle {\mathcal {F}}^{-1}g(x):=\lim _{R\to \infty }\int _{\mathbb {R} }\varphi (\xi /R)\,e^{2\pi ix\xi }\,g(\xi )\,d\xi ,\qquad \varphi (\xi ):=e^{-\xi ^{2}}.}
La conclusión del teorema es entonces la misma que para el caso uniforme por partes discutido anteriormente.
Continuo; cualquier número de dimensiones
Si {\displaystyle f} es continua y absolutamente integrable en {\displaystyle \mathbb {R} ^{n}}, entonces el teorema de inversión de Fourier aún se mantiene siempre que se defina nuevamente la transformación inversa con una función de corte suave, es decir,
{\displaystyle {\mathcal {F}}^{-1}g(x):=\lim _{R\to \infty }\int _{\mathbb {R} ^{n}}\varphi (\xi /R)\,e^{2\pi ix\cdot \xi }\,g(\xi )\,d\xi ,\qquad \varphi (\xi ):=e^{-\vert \xi \vert ^{2}}.}
La conclusión ahora es simplemente que para todos los {\displaystyle x\in \mathbb {R} ^{n}}
{\displaystyle {\mathcal {F}}^{-1}({\mathcal {F}}f)(x)=f(x).}
Sin condiciones de regularidad; cualquier número de dimensiones
Si se eliminan todas las suposiciones sobre la continuidad (por partes) de {\displaystyle f} y se supone simplemente que es absolutamente integrable, entonces una versión del teorema aún se cumple. La transformación inversa se define de nuevo con el corte suave, pero con la conclusión de que
{\displaystyle {\mathcal {F}}^{-1}({\mathcal {F}}f)(x)=f(x)}
para casi en todas partes de {\displaystyle x\in \mathbb {R} ^{n}} 

### Funciones integrables cuadráticas
En este caso, la transformada de Fourier no puede definirse directamente como una integral, ya que puede no ser absolutamente convergente, por lo que se define en cambio por un argumento de densidad (véase transformada de Fourier). Por ejemplo, disponiendo
{\displaystyle g_{k}(\xi ):=\int _{\{y\in \mathbb {R} ^{n}:\left\vert y\right\vert \leq k\}}e^{-2\pi iy\cdot \xi }\,f(y)\,dy,\qquad k\in \mathbb {N} ,}
se puede establecer {\displaystyle \textstyle {\mathcal {F}}f:=\lim _{k\to \infty }g_{k}} donde el límite se toma en la norma {\displaystyle L^{2}}. La transformación inversa puede definirse por densidad de la misma manera o definiéndola en términos de la transformada de Fourier y del operador de volteo. Entonces se tiene
{\displaystyle f(x)={\mathcal {F}}({\mathcal {F}}^{-1}f)(x)={\mathcal {F}}^{-1}({\mathcal {F}}f)(x)}
para casi en todas partes de x∈ℝ.

### Distribucionestemperadas
La transformada de Fourier se puede definir en el espacio de distribuciones temperadas {\displaystyle {\mathcal {S}}'(\mathbb {R} ^{n})} por la dualidad de la transformada de Fourier en el espacio de las funciones de Schwartz. Específicamente, para {\displaystyle f\in {\mathcal {S}}'(\mathbb {R} ^{n})} y para todas las funciones de prueba {\displaystyle \varphi \in {\mathcal {S}}(\mathbb {R} ^{n})} se establece
{\displaystyle \langle {\mathcal {F}}f,\varphi \rangle :=\langle f,{\mathcal {F}}\varphi \rangle ,}
donde {\displaystyle {\mathcal {F}}\varphi } se define usando la fórmula integral. Si {\displaystyle f\in L^{1}(\mathbb {R} ^{n})\cap L^{2}(\mathbb {R} ^{n})}, esto está de acuerdo con la definición habitual. Se puede definir la transformación inversa {\displaystyle {\mathcal {F}}^{-1}\colon {\mathcal {S}}'(\mathbb {R} ^{n})\to {\mathcal {S}}'(\mathbb {R} ^{n})}, ya sea por la dualidad de la transformación inversa en las funciones de Schwartz de la misma manera, o definiéndola en términos del operador de volteo (donde el operador de volteo está definido por la dualidad). Entonces se tiene que
{\displaystyle {\mathcal {F}}{\mathcal {F}}^{-1}={\mathcal {F}}^{-1}{\mathcal {F}}=\operatorname {Id} _{{\mathcal {S}}'(\mathbb {R} ^{n})}.}

## Relación con la serie de Fourier
"Cuando se considera la serie de Fourier de una función, es convencional reescalarla para que actúe en {\displaystyle [0,2\pi ]} (o sea, en el período {\displaystyle 2\pi }). En esta sección, en su lugar, se utiliza la convención algo inusual que toma {\displaystyle f} para actuar en {\displaystyle [0,1]}, ya que coincide con la convención de la transformada de Fourier utilizada aquí".
El teorema de la inversión de Fourier es análogo a la convergencia de series de Fourier. En el caso de la transformada de Fourier se tiene que
{\displaystyle f\colon \mathbb {R} ^{n}\to \mathbb {C} ,\quad {\hat {f}}\colon \mathbb {R} ^{n}\to \mathbb {C} ,}
{\displaystyle {\hat {f}}(\xi ):=\int _{\mathbb {R} ^{n}}e^{-2\pi iy\cdot \xi }\,f(y)\,dy,}
{\displaystyle f(x)=\int _{\mathbb {R} ^{n}}e^{2\pi ix\cdot \xi }\,{\hat {f}}(\xi )\,d\xi .}
En el caso de la serie de Fourier, en cambio, se tiene que
{\displaystyle f\colon [0,1]^{n}\to \mathbb {C} ,\quad {\hat {f}}\colon \mathbb {Z} ^{n}\to \mathbb {C} ,}
{\displaystyle {\hat {f}}(k):=\int _{[0,1]^{n}}e^{-2\pi iy\cdot k}\,f(y)\,dy,}
{\displaystyle f(x)=\sum _{k\in \mathbb {Z} ^{n}}e^{2\pi ix\cdot k}\,{\hat {f}}(k).}
En particular, en una dimensión {\displaystyle k\in \mathbb {Z} } y la suma se extiende de {\displaystyle -\infty } a {\displaystyle \infty }.

## Aplicaciones

En algunos problemas, como los relacionados con ciertas ecuaciones diferenciales, estas se hacen más fácilmente resolubles cuando se aplica la transformada de Fourier. En ese caso, la solución al problema original se recupera usando la transformada de Fourier inversa.

En aplicaciones de la transformada de Fourier, el teorema de la inversión de Fourier a menudo juega un papel crítico. En muchas situaciones, la estrategia básica es aplicar la transformada de Fourier, realizar alguna operación o simplificación, y luego aplicar la transformada de Fourier inversa.
De manera más abstracta, el teorema de la inversión de Fourier es una afirmación sobre la transformada de Fourier como un operador (véase transformada de Fourier). Por ejemplo, el teorema de inversión de Fourier en {\displaystyle f\in L^{2}(\mathbb {R} ^{n})} muestra que la transformada de Fourier es un operador unitario en {\displaystyle L^{2}(\mathbb {R} ^{n})}.

## Propiedades de la transformada inversa
La transformada de Fourier inversa es extremadamente similar a la transformada de Fourier original: como se discutió anteriormente, solo difiere en la aplicación de un operador de volteo. Por este motivo,  las propiedades de la transformada de Fourier son válidas para la transformada de Fourier inversa, como el teorema de convolución y el lema de Riemann-Lebesgue.
Pueden usarse tablas de la transformada de Fourier para obtener fácilmente la transformada de Fourier inversa al componer la función de búsqueda con el operador de volteo. Por ejemplo, al buscar la transformada de Fourier de la función rectangular, se observa que
{\displaystyle f(x)=\operatorname {rect} (ax)\quad \Rightarrow \quad ({\mathcal {F}}f)(\xi )={\frac {1}{|a|}}\operatorname {sinc} \left({\frac {\xi }{a}}\right)\!,}
por lo que el hecho correspondiente para la transformación inversa es
{\displaystyle g(\xi )=\operatorname {rect} (a\xi )\quad \Rightarrow \quad ({\mathcal {F}}^{-1}g)(x)={\frac {1}{|a|}}\operatorname {sinc} \left(-{\frac {x}{a}}\right)\!.}

## Demostración
La demostración se vale de algunos hechos:
1. Si {\displaystyle \eta \in \mathbb {R} ^{n}} y {\displaystyle g(x)=e^{2\pi \mathrm {i} x\cdot \eta }f(x)}, entonces {\displaystyle ({\mathcal {F}}g)(\xi )=({\mathcal {F}}f)(\xi -\eta )}.
2. Si {\displaystyle a\in \mathbb {R} } y {\displaystyle g(x)=f(ax)}, entonces {\displaystyle ({\mathcal {F}}g)(\xi )=({\mathcal {F}}f)(\xi /a)/a^{n}}.
3. Para {\displaystyle f,g\in L^{1}(\mathbb {R} ^{n})}, según el teorema de Fubini implica que {\displaystyle \textstyle \int f({\mathcal {F}}g)=\int ({\mathcal {F}}f)g}.
4. Definir {\displaystyle \varphi (x)=e^{-\pi \vert x\vert ^{2}}}; luego {\displaystyle {\mathcal {F}}\varphi =\varphi .}
5. Definir {\displaystyle \varphi _{\epsilon }(x)=\varphi (x/\epsilon )/\epsilon ^{n}}. Luego, con {\displaystyle \ast } que denota convolución, {\displaystyle \varphi _{\epsilon }} es un approximation to the identity: para cualquier {\displaystyle f\in L^{1}(\mathbb {R} ^{n})} continuo y punto {\displaystyle x\in \mathbb {R} ^{n}}, {\displaystyle \lim _{\epsilon \to 0}(\varphi _{\epsilon }\ast f)(x)=f(x)} (donde la convergencia es puntual).

En primer lugar, dado que por suposición, {\displaystyle {\mathcal {F}}f\in L^{1}(\mathbb {R} ^{n})}, entonces se sigue por el teorema de la convergencia dominada que
{\displaystyle \int _{\mathbb {R} ^{n}}e^{2\pi ix\cdot \xi }({\mathcal {F}}f)(\xi )\,d\xi =\lim _{\varepsilon \to 0}\int _{\mathbb {R} ^{n}}e^{-\pi \varepsilon ^{2}|\xi |^{2}+2\pi ix\cdot \xi }({\mathcal {F}}f)(\xi )\,d\xi .}
A continuación, definir {\displaystyle g(\xi )=e^{-\pi \epsilon ^{2}\vert \xi \vert ^{2}+2\pi \mathrm {i} x\cdot \xi }}. Aplicando los hechos 1, 2 y 4 se obtiene
{\displaystyle ({\mathcal {F}}g)(y)={\frac {1}{\varepsilon ^{n}}}e^{-{\frac {\pi }{\varepsilon ^{2}}}|x-y|^{2}}.}
Usando el hecho 3 en {\displaystyle f} y {\displaystyle g}, se tiene que
{\displaystyle \int _{\mathbb {R} ^{n}}e^{-\pi \varepsilon ^{2}|\xi |^{2}+2\pi ix\cdot \xi }({\mathcal {F}}f)(\xi )\,d\xi =\int _{\mathbb {R} ^{n}}{\frac {1}{\varepsilon ^{n}}}e^{-{\frac {\pi }{\varepsilon ^{2}}}|x-y|^{2}}f(y)\,dy=(\phi _{\varepsilon }*f)(x),}
la convolución de {\displaystyle f} con una identidad aproximada. Pero desde {\displaystyle f\in L^{1}(\mathbb {R} ^{n})} el hecho 5 expresa que
{\displaystyle \lim _{\varepsilon \to 0}\phi _{\varepsilon }*f(x)=f(x).}
Uniendo las expresiones anteriores, se demuestra que
{\displaystyle \int _{\mathbb {R} ^{n}}e^{2\pi ix\cdot \xi }({\mathcal {F}}f)(\xi )\,d\xi =f(x).\qquad \square }